# 順化門
順化門，南昌明代七大城門之一，又名琉璃門。其遺址位於南昌八一大道、孺子路的交匯處，城門內外分別為羊子巷、金盤路，是舊社會時期進出城的必經通衡。早已城外有練兵的大校場，因此有“刀槍劍戟琉璃門”的俗諺。
Template:七門九洲十八坡